# CiNii

Logo do CiNii.

CiNii é um serviço de referências bibliográficas, ou base de dados bibliográfica, de material incluído nas bibliotecas acadêmicas japonesas, que se centra especialmente em obras em japonês e inglês publicadas em o Japão. Permite realizar, de balde, procuras de informação acadêmica em artigos, livros e disertações. A base de dados foi fundada em abril de 2005 e a sua manutenção corre ao cargo do National Institute of Informatics. O serviço de procuras nas bases de dados é mantida pelo próprio NII, assim como as bases de dados achegadas pela Biblioteca Nacional da Dieta do Japão, repositórios institucionais, e outras organizações.
A base de dados contém mais de 17 milhões de artigos de mais de 7000 publicações. Um mês normal (em 2012) recebia mais de 30 milhões de acessos de 2,2 milhões de visitantes individuais, e é a maior e mais completa base de dados da sua classe no Japão. Ainda que a base de dados é multidisciplinar, a maior parte das consultas que recebe é no campo das ciências humanas e sociais, se calhar porque CiNii é a única base de dados que cobre trabalhos acadêmicos japoneses nesse âmbito (a diferença das ciências naturais, formais, e médicas que beneficiam de outras bases de dados).

## Identificadores
A base de dados assigna um identificador único, NII Article IDE (NAID), a cada uma das suas entradas de artigos de revistas. Para os livros emprega-se um identificador diferente, o NII NACSIS-CAT IDE (NCID).